# Гарленд (Небраска)
Гарленд (англ. Garland) — селище (англ. village) в США, в окрузі Сюорд штату Небраска. Населення — 210 осіб (2020).

## Географія
Гарленд розташований за координатами 40°56′41″ пн. ш. 96°59′7″ зх. д. / 40.94472° пн. ш. 96.98528° зх. д. (40.944587, -96.985292).  За даними Бюро перепису населення США в 2010 році селище мало площу 0,43 км², уся площа — суходіл.

## Демографія
Згідно з переписом 2010 року, у селищі мешкало 216 осіб у 91 домогосподарстві у складі 58 родин. Густота населення становила 497 осіб/км².  Було 97 помешкань (223/км²).
Расовий склад населення:
| - 98,6 % — білих - 0,9 % — чорних або афроамериканців - 0,5 % — азіатів |

До двох чи більше рас належало 0,0 %. Частка іспаномовних становила 0,0 % від усіх жителів.
За віковим діапазоном населення розподілялося таким чином: 21,8 % — особи молодші 18 років, 56,9 % — особи у віці 18—64 років, 21,3 % — особи у віці 65 років та старші. Медіана віку мешканця становила 43,0 року. На 100 осіб жіночої статі у селищі припадало 107,7 чоловіків;  на 100 жінок у віці від 18 років та старших — 108,6 чоловіків також старших 18 років.
Середній дохід на одне домашнє господарство  становив 58 479 доларів США (медіана — 49 688), а середній дохід на одну сім'ю — 67 869 доларів (медіана — 62 500). За межею бідності перебувало 9,1 % осіб, у тому числі 8,9 % дітей у віці до 18 років та 6,8 % осіб у віці 65 років та старших.
Цивільне працевлаштоване населення становило 126 осіб. Основні галузі зайнятості: транспорт — 20,6 %, виробництво — 15,9 %, роздрібна торгівля — 15,1 %, освіта, охорона здоров'я та соціальна допомога — 15,1 %.